# Іуха (фараон)
Іуха або Хаіу — давньоєгипетський фараон додинастичного періоду, що правив Нижнім Єгиптом в кінці 4-го тисячоліття до н. е. і умовно належить до нульової династії.
Його ім'я відоме тільки з Палермського каменю, досі немає жодного іншого свідчення про його особу. Значення його імені невідоме.

## См.також
- Список керівників держав 4 тисячоліття до н.е.